# Катанеле (Арджеш)
Катанеле (рум. Catanele) — село у повіті Арджеш в Румунії. Входить до складу комуни Кетяска.
Село розташоване на відстані 95 км на північний захід від Бухареста, 12 км на південний схід від Пітешть, 107 км на північний схід від Крайови, 106 км на південний захід від Брашова.

## Населення
За даними перепису населення 2002 року у селі проживали 465 осіб, з них 464 особи (99,8%) румунів. Усі жителі села рідною мовою назвали румунську.